# 金斯頓 (喬治亞州)
金斯頓（英語：Kingston）是一個位於美國喬治亞州巴托縣的城市。

## 地理
金斯頓的座標為34°14′09″N 84°56′41″W / 34.23583°N 84.94472°W，而該地的平均海拔高度為214米（即702英尺）。

## 人口
根據2010年美國人口普查的數據，金斯頓的面積為3.30平方千米，當中陸地面積為3.30平方千米，而水域面積為0.00平方千米。當地共有人口637人，而人口密度為每平方千米193人。